# Spiranthe d'automne
Spiranthes spiralis
Espèce
Statut CITES
Statut de conservation UICN

 LC B1ab(iii)+2ab(iii) : Préoccupation mineure
La Spiranthe d'automne, Spiranthes spiralis, est une espèce de plantes à fleurs de la famille des Orchidaceae.

## Introduction
Il existe environ 40 espèces de Spiranthes dans le monde, dont quatre se trouvent en Europe (Spiranthes aestivalis, Spiranthes romanzoffiana, Spiranthes sinensis et Spiranthes spiralis ). Le genre, qui est morphologiquement bien défini, a son centre de distribution en Amérique du Nord et en Amérique centrale, mais s'étend jusqu'au nord de l'Amérique centrale et à travers l'Europe tempérée et méridionale, en Afrique et en Asie tempérée et tropicale du sud jusqu'à l'Australie et la Nouvelle-Zélande,.

## Taxonomie

### Historique
Spiranthes spiralis a été décrite pour la première fois dans les îles Britanniques en 1548 par William Turner. Mais c’est en 1753 que Carl von Linné décrit correctement l'espèce pour la première fois dans son Species plantarum, en la nommant Ophrys spiralis. En 1827, François Fulgis Chevallier l'a transférée dans le genre Spiranthes qui avait été érigé par Louis Claude Richard en 1817.

### Étymologie
Le nom binomial est dérivé du grec ancien σπεῖρα (speira) « spirale » et ἄνθος (anthos) « fleur ». Le nom de l’espèce spiralis fait référence au placement en spirale des fleurs.

### Synonymes
Ces synonymes désignent également la Spiranthe d’automne :
- Epipactis spiralis (L.) Crantz (1769)
- Serapias spiralis (L.) Scop. (1772)
- Ophrys autumnalis Balb. (1801)
- Neottia spiralis (L.) Sw. (1805)
- Neottia autumnalis (Balb.) Pers. (1807)
- Ibidium spirale (L.) Salisb
- Spiranthes autumnalis (Balb.) Riche
- Gyrostachys autumnalis (Balb.) Dumort. (1827)
- Spiranthes glauca Raf. (1837)

## Habitat et répartition

### Habitat

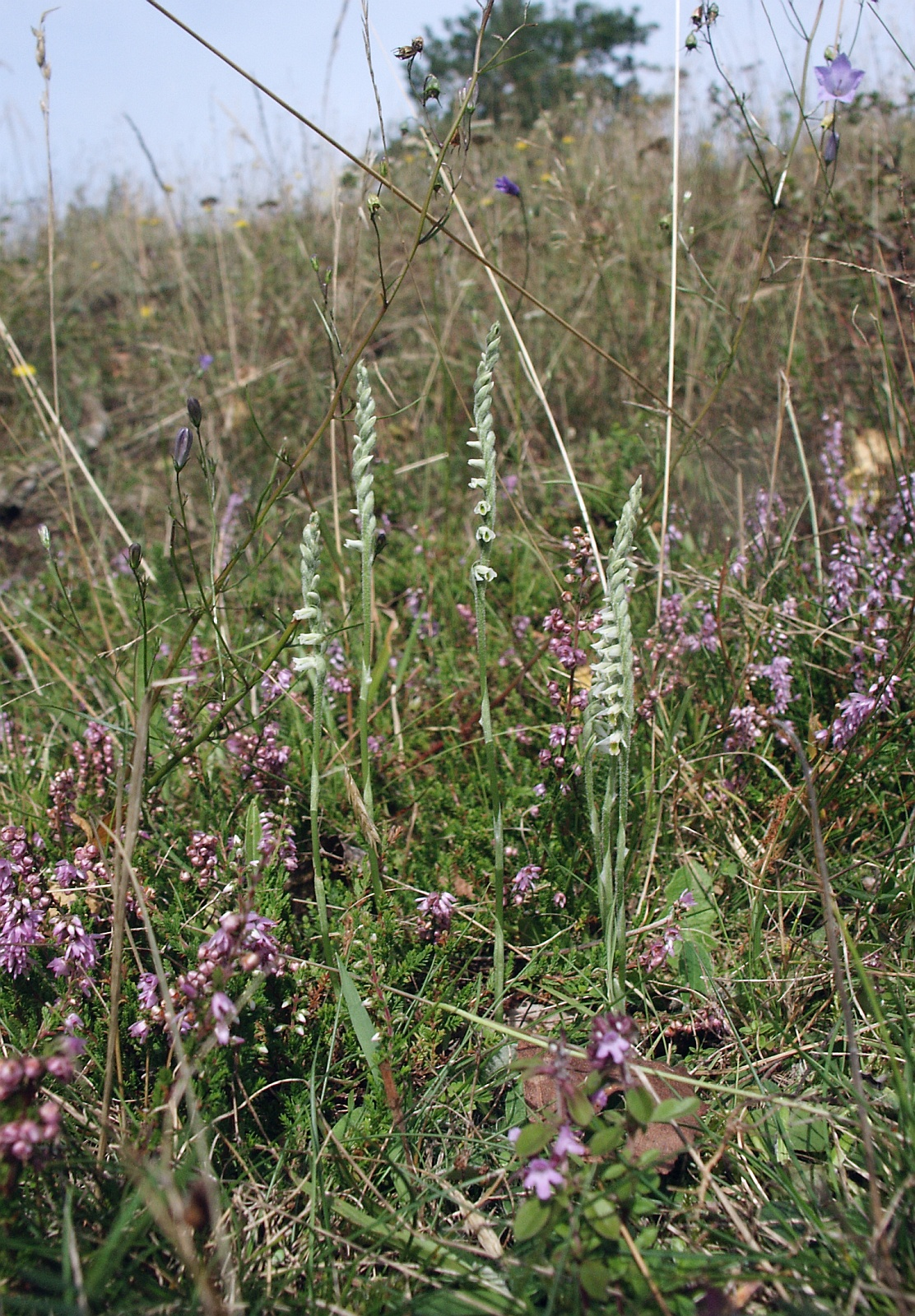
Exemple d’habitat de la Spiranthe d'automne.

Il s'agit en particulier d'une plante poussant dans de vieux gazons tondus étroitement sur de la craie ou du calcaire, généralement dans des conditions non ombragées. La plupart des habitats qu’elle occupe, mais pas tous, sont secs. On la trouve dans d'anciens pâturages non perturbés, dans les prairies côtières, les dunes calcaires stables, sur d’anciens travaux de terrassement, les bordures de routes, les vieilles pelouses de jardin, en particulier celles qui accueillent un large éventail de champignons, notamment les Hygrocybes, les gazons dans les cimetières et parfois sur des zones herbeuses dans des landes moins acides. Il y a des observations occasionnelles de plantes colonisant un sol nu. Bien que S. spiralis préfère les habitats ouverts, on peut la trouver en lisières de bois, dans les bois ouverts et en broussailles en Europe. Elle peut coloniser rapidement les terres arables abandonnées après un arrêt de culture. Autrefois, elle se trouvait dans des prairies humides de l'est de l'Angleterre, où le climat est plus sec qu'ailleurs dans le pays, mais beaucoup de ces habitats ont maintenant été drainés et fertilisés. Sur un site du nord du Norfolk, elle pousse à quelques mètres d’une population de Goodyera repens, sur un sol acide sous des individus de Pinus sylvestris planté.
Spiranthes spiralis pousse dans une large gamme de substrats, allant des substrats peu profonds de craie et de calcaire au sable et au gravier dans les dunes ainsi que dans les landes légèrement acides. Parfois, elle a également été trouvée sur de l'argile sur des sites en pente.

### Répartition
Spiranthes spiralis est originellement issue de la flore britannique mais a une large distribution dans la région méditerranéenne, où elle est encore assez commune dans l'est (Grèce, Asie Mineure, Turquie, Chypre, Liban et Israël), au centre (Italie) et à l'ouest (les Baléares).
La Spiranthe d'automne se rencontre dans la majorité des départements de France métropolitaine dont la Corse. Elle est absente de plusieurs départements : Nord, Ardennes, Meuse, Bas-Rhin, cinq depuis la Creuse jusqu'aux Landes, Lozère, Savoie, et dans certains départements, elle est maintenant menacée d'extinction,,,. C'est une orchidée peu commune car ses stations sont assez rare et isolées.
En Grande-Bretagne, Spiranthes spiralis est une espèce de basse altitude. Elle n'est normalement pas enregistré au-dessus de 180 m, mais une seule station a été trouvée en 2006 à 272 m sur une pointe de déchets de charbon dans le Monmouthshire. En dehors de la Grande-Bretagne, l'espèce se trouve à des altitudes plus élevées (jusqu'à 900 m en Europe centrale).
Au Portugal, elle est rare, se produisant principalement à Beira Litoral et en Estrémadure. L'espèce n'est connue que dans quelques endroits de l'Algarve, de l'Alto Alentejo et du Ribatejo,.
En Afrique du Nord, elle se trouve dans les régions côtières du Maroc, de l'Algérie et de la Tunisie. En Europe du Sud-Est, S. spiralis est commune en Roumanie. Elle a également été observée en Syrie, dans le Caucase, dans le nord-ouest de l'Iran et en Russie.
En Europe centrale, l'espèce est moins commune, et peu d'endroits sont connus en Slovaquie, en République tchèque et en Suisse. Il reste très peu de populations en Allemagne et en Belgique où elle est d'ailleurs signalée comme très rare, en forte régression, y compris dans les régions voisines,.
Aux Pays-Bas, elle était auparavant connue dans trente-six endroits, mais elle ne subsiste que dans trois d'entre eux aujourd'hui.
Plus au nord, elle a été enregistrée dans l'extrême sud de la Suède, à l'est des États baltes et dans l'ouest de l'Ukraine. Une population isolée a été observée au Danemark, mais elle s'est probablement éteinte sur ce site,.
La répartition géographique de Spiranthes spiralis a probablement été influencée par le fait qu'elle fleurit à la fin de la saison de croissance (août-septembre). Bien qu'il soit supposé que l'espèce se trouvait à l'origine uniquement en Méditerranée, où elle pousse en végétation ouverte avec peu d'arbres, comme sur les collines pâturées et dans les forêts ouvertes de Pinus halepensis, elle peut maintenant être trouvée dans des habitats ouverts appropriés dans une grande partie de l'Europe. Elle a probablement élargi sa zone de répartition à la suite de l'élimination des forêts et de l'habitat forestier au cours du Néolithique. Sa floraison tardive peut avoir limité sa distribution, à la fois vers le nord et au-dessus des altitudes modérées, où l'apparition de neige précoce est susceptible de l'empêcher de se semer. En conséquence possible, S. spiralis atteint sa limite de distribution du nord-ouest dans la partie sud des îles Britanniques et des Pays-Bas.

## Description
C’est une petite plante herbacée vivace polycarpique discrète, à inflorescence en spirale caractéristique.

### Tubercules (racines)

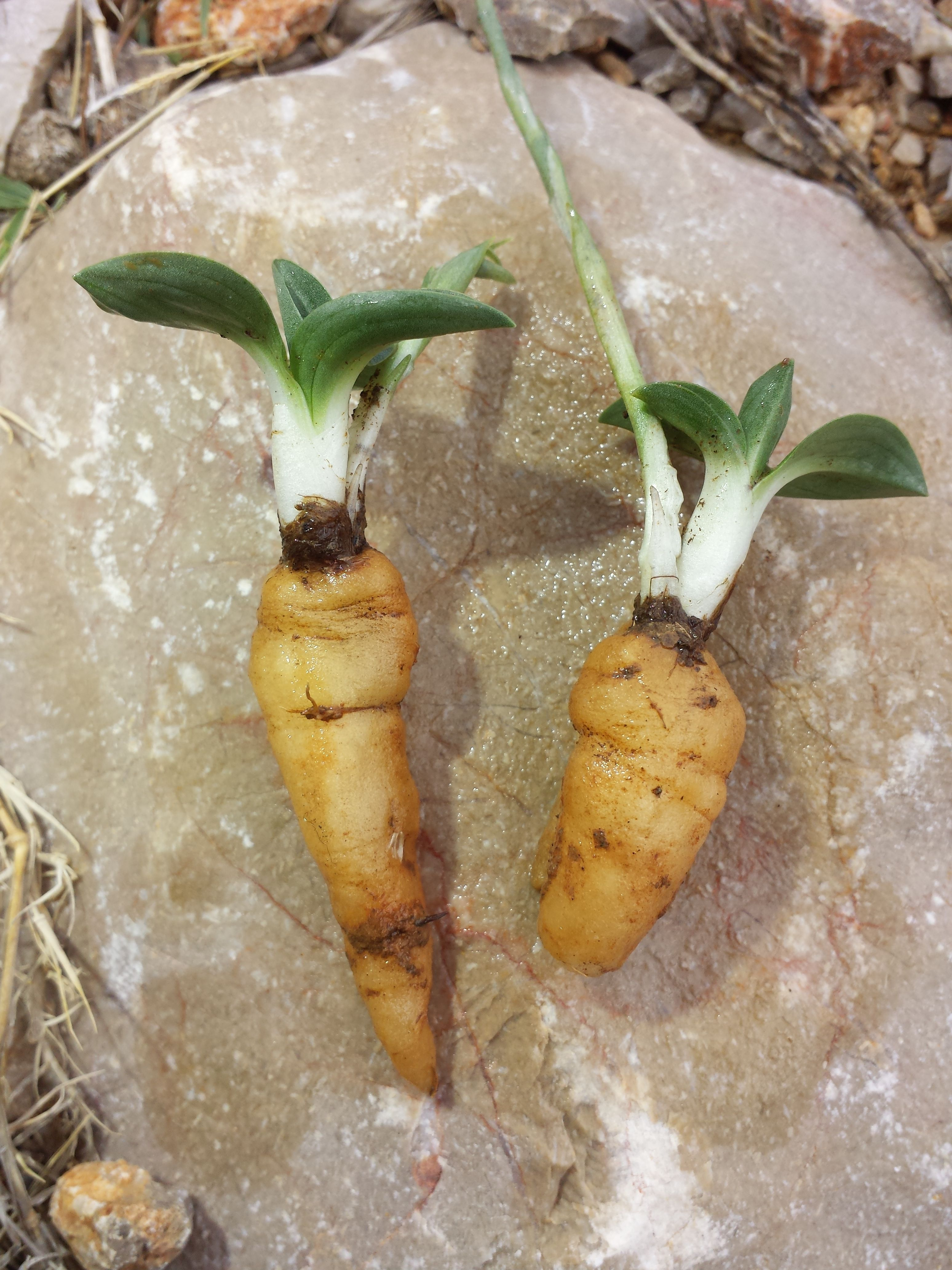
Racines tubéreuses de S. spiralis.

Les tubercules, de forme ovoïde (en forme d’œuf) sont au nombre de 1 à 4, rarement jusqu’à 6, et sont de couleur brune. Ils servent d'organe dans lequel les éléments issus de la photosynthèse sont stockés et utilisés pour la production des feuilles et de l'inflorescence de l'année suivante. L’épiderme des racines tubéreuses est recouvert d'un velamen (gaine constitué de cellules mortes qui recouvrent généralement les racines aériennes des plantes épiphytes, notamment celles des orchidées) à la surface densément poilue. Le cylindre central est mal développé, et le xylème a apparemment une faible capacité de conduction, mais le cylindre cortical (cortex) épais peut stocker des quantités considérables d'eau et d'amidon. Les racines tubéreuses sont remplacées chaque année, les anciennes se ratatinent et meurent lorsque les ressources sont épuisées,.

### Tige et feuilles

#### Tige
La tige au port dressé, de couleur vert grisâtre, non ramifiée, mesure généralement entre 7 et 20 cm de haut. Elle est de forme cylindrique atténuée à son bout qui évoque une tétine (tétiforme) où l’on note que la tige est recouverte de courts poils glandulaire transparents. Sous les fleurs se dressent 3 à 7 feuilles de forme aigüe et lancéolée avec des bords membraneux également composés de 3 à 5 nervures qui s’enveloppent autour de la tige.

#### Feuilles

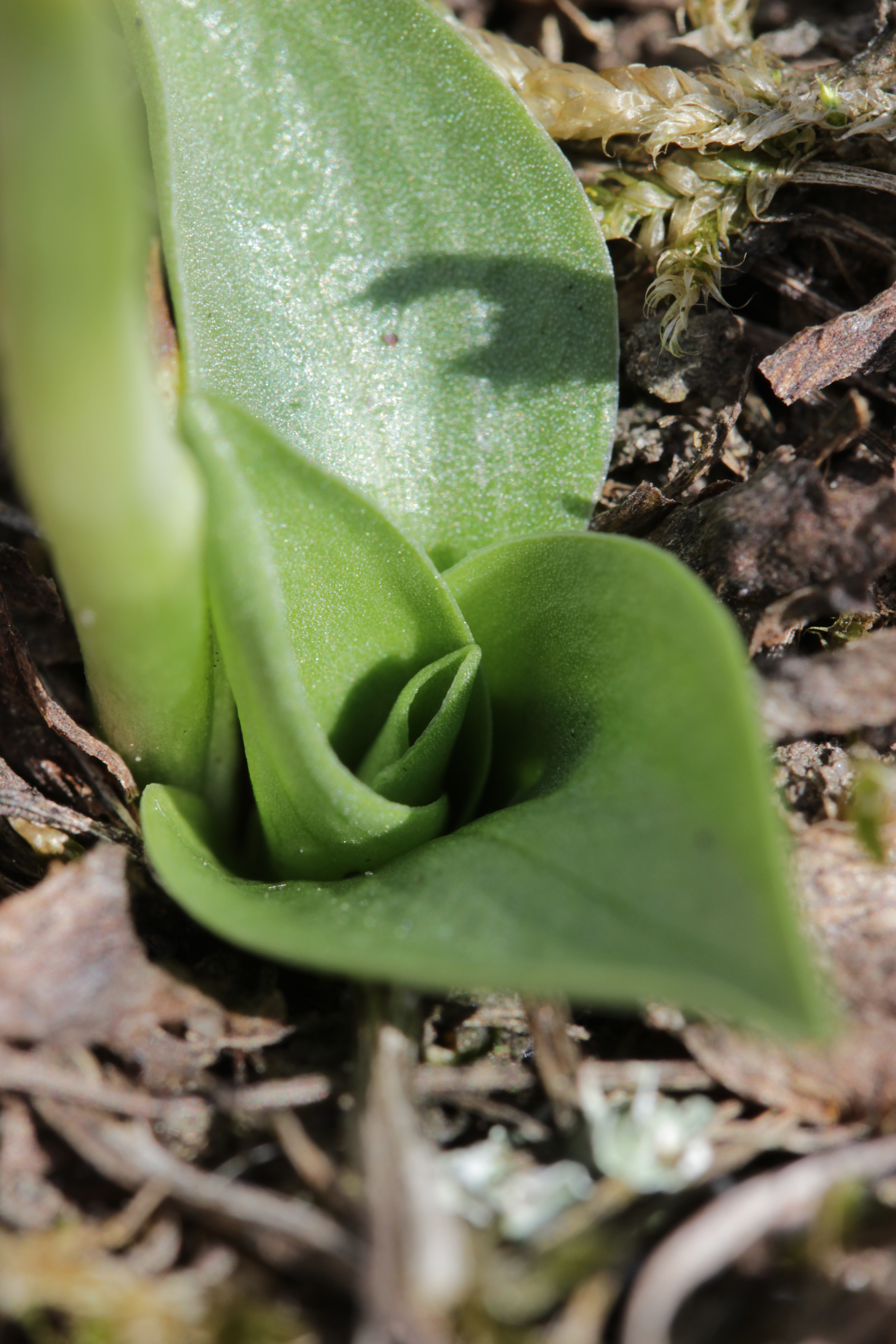
Détails sur les feuilles en « rosette ».

Les feuilles apparaissent en même temps que la tige ou après celle-ci et forment un ensemble de quatre à cinq feuilles en « rosette » à côté de la tige. Mesurant entre 2 et 4 cm de long, elles sont de couleur bleu-vert très brillante, sessiles, ovales et se terminent en pointe avec des bords entiers et translucides présentant 3 à 5 nervures.

### Inflorescence

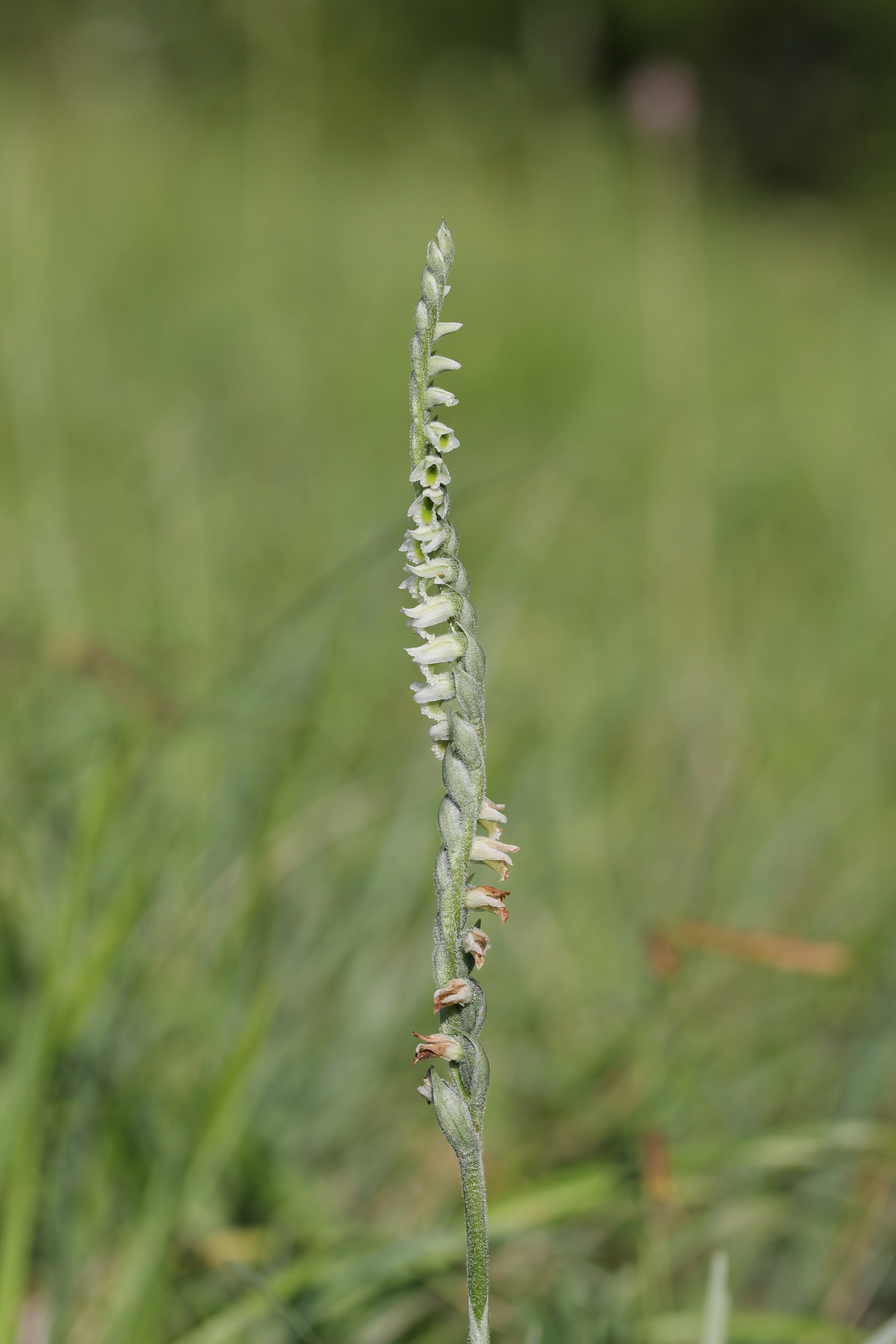
Inflorescence en « spirale » caractéristique.

L'inflorescence est une pointe mince qui mesure 3 à 12 cm de long (plus rarement 20 cm) composée de 10 à 25 fleurs en un seul rang torsadé en spirale, dans le sens des aiguilles d'une montre ou dans le sens inverse des aiguilles d'une montre, autour de l'axe, ou, plus rarement, toutes tournées d'un même côté.
Spiranthes spiralis montre peu de variation morphologique dans son aire de répartition. Les inflorescences des plantes de la plupart de l'aire de répartition des espèces en Turquie peuvent être plus hautes (jusqu'à 40 cm) que celles que l'on trouve ailleurs, avec plus de 30 fleurs. Les fleurs de plantes de Turquie sont également légèrement différentes de celles observées en Europe occidentale,. La torsion des fleurs autour de l'axe de l'inflorescence diffère entre les spécimens, les fleurs se tordant deux ou trois fois autour de l'axe chez certains individus et étant disposées linéairement chez d'autres.

### Fleurs

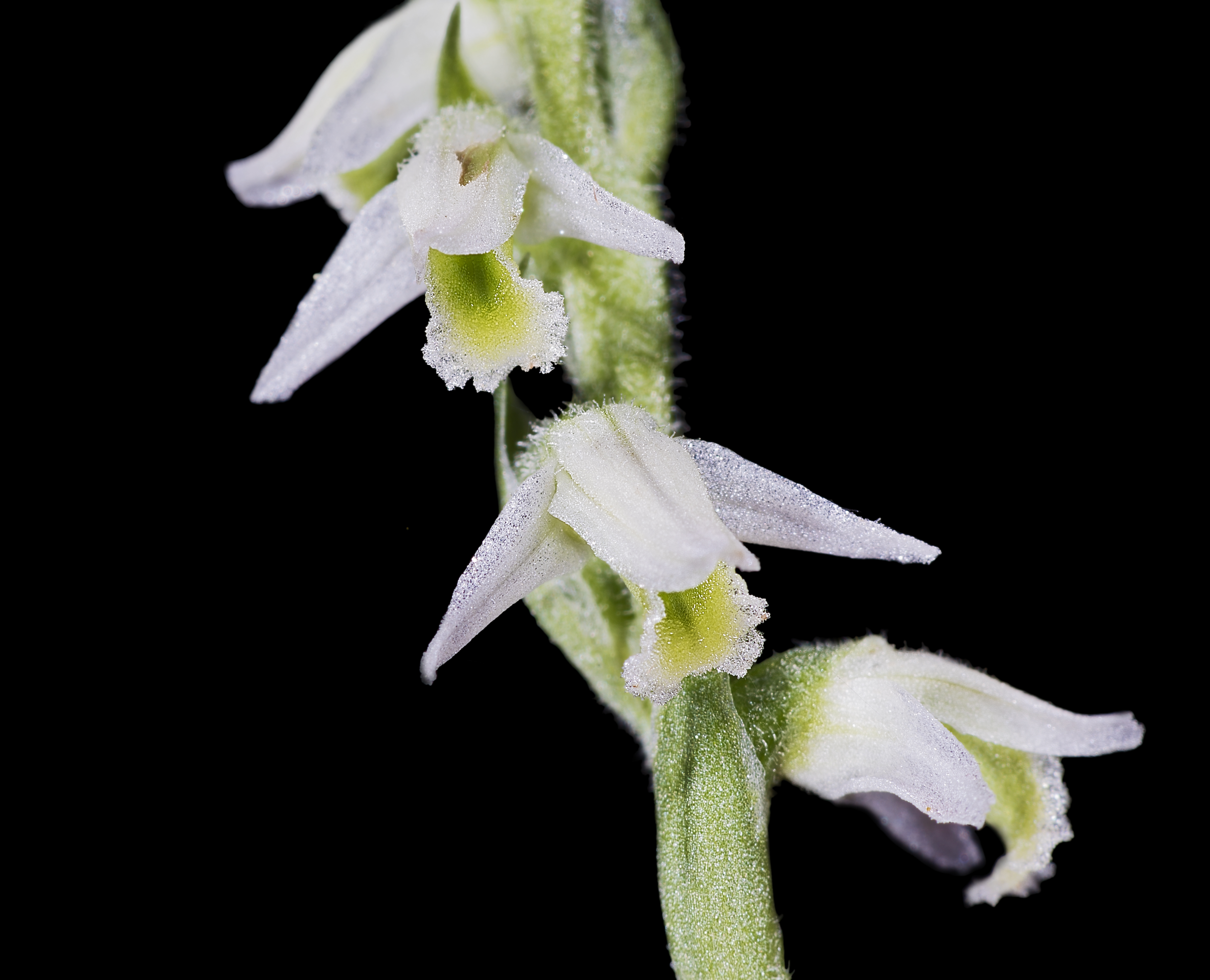
Détails sur les fleurs.

Chaque fleur est soutenue par une bractée lancéolée vert pâle recouverte de poils glandulaires épars vers la base, se rétrécissant au sommet, incurvé et bordé de blanc. Les fleurs sont blanches, très petites (0,50 cm) et dépourvues d’éperon. Elles dégagent un parfum sucré durant la journée. Contrairement à de nombreuses orchidées, les fleurs de S. spiralis produisent du nectar,.

## Caractéristiques
Organes reproducteurs :
- Type d'inflorescence : épi simple
- Répartition des sexes : hermaphrodite
- Type de pollinisation : entomogame
- Période de floraison : août à octobre

Graine :
- Type de fruit : capsule
- Mode de dissémination : anémochore

## Symbiose mycorhyzienne
Comme chez la plupart des espèces d'orchidées, S. spiralis développe une symbiose avec un champignon qui est nécessaire pour la germination des graines car celles-ci ne contiennent pas d’endosperme. Après germination, la graine produit un protocorme qui est alimenté par la relation symbiotique qui se forme avec le mycorhize. Les plantes matures conservent leurs associations avec les champignons mycorhiziens, mais la quantité d'hyphes atteint son pic pendant l'automne et l’hiver. La plupart des concentrations d'hyphes sont digérées au moment de la floraison, mais le cortex le plus externe peut encore contenir des hyphes vivants. Les nouvelles racines, quant à elles, sont colonisées lorsqu'elles ont atteint leur taille maximale.